# Gredas de Bolnuevo
A Gredas de Bolnuevo egy különleges alakú, erózió által megformált homokkő sziklákból álló együttes a délkelet-spanyolországi Mazarrón község tengerpartjának közelében.

## Leírás
A helyszín, amelyet Elvarázsolt Városnak (Ciudad Encantada) vagy Elvarázsolt Tájnak (Paisaje Encantado) is neveznek, és amely kedvelt rendezvényhelszín is, Murcia autonóm közösség Mazarrón községében található, Bolnuevo település tengerpartjától mintegy 200 méter távolságban északra. A part és a sziklák között egy utca húzódik, mellette tágas parkolóhelyekkel, így megközelítése igen egyszerű.
A spanyol „greda” szó a sziklák anyagában is előforduló világos színű agyagot jelenti, de maguk a (magas alumínium- és szilíciumtartalmú) sziklák nem csak ebből állnak, hanem nagyrészt homokkőből, kisebb részt pedig apróbb konglomerátumszemcsékből is. Mivel ez az anyagkeverék viszonylag könnyen formálható, az erózió szemmel láthatóan is alakítja a sziklákat évről évre.
A kőzetek belsejében fennmaradt 4 millió éves (pliocén) mikrofosszíliák fontos forrást jelentenek a kutatók számára. Ma pedig különféle puhatestűeknek, tüskésbőrűeknek és rákféléknek ad otthont a terület.
A sziklákat hivatalosan is úgynevezett természeti emlékké nyilvánították, az önkormányzat pedig dolgozik azon, hogy megőrizze és megvédje őket.

## Képek

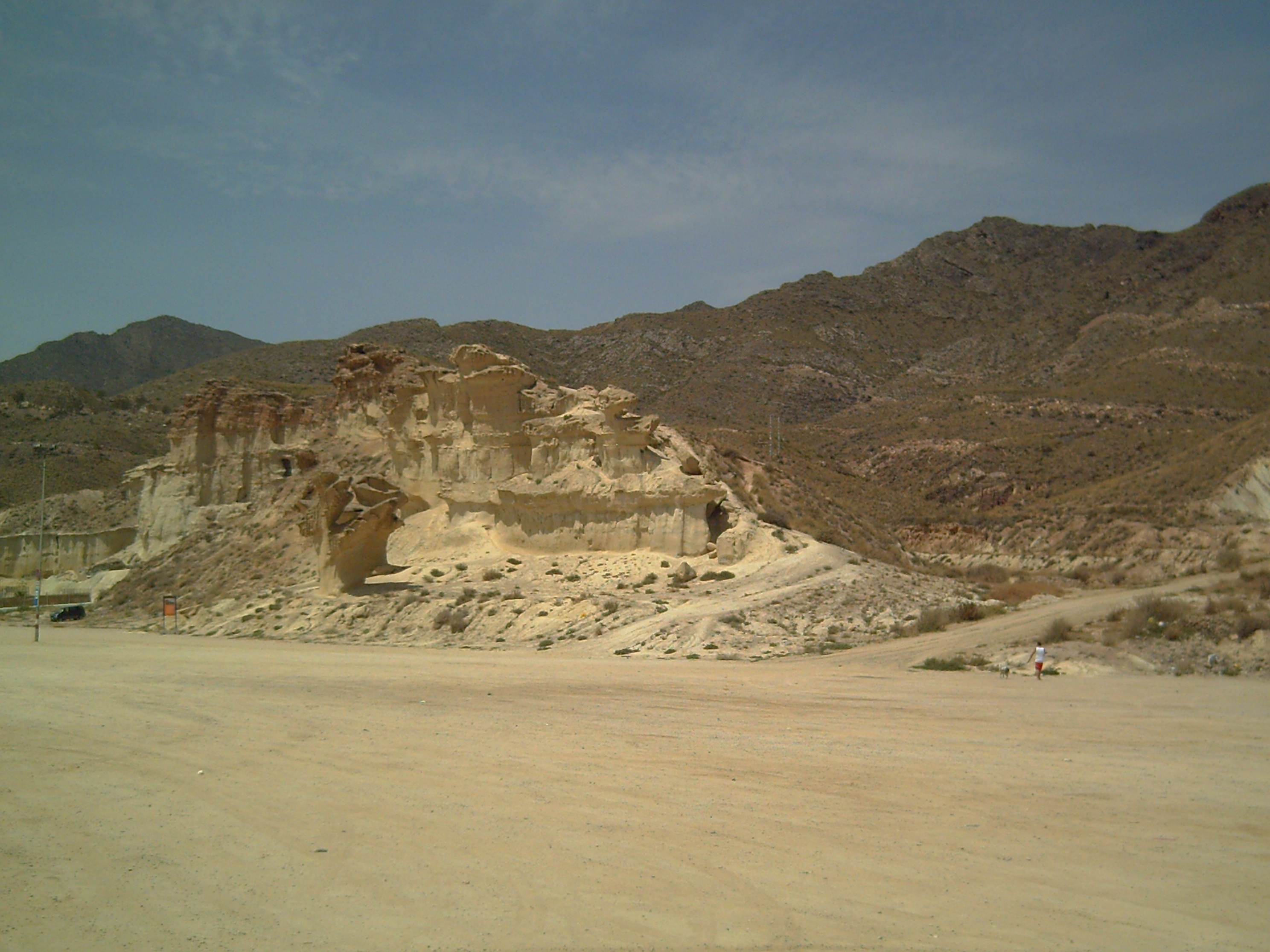
A sziklák és környezetük
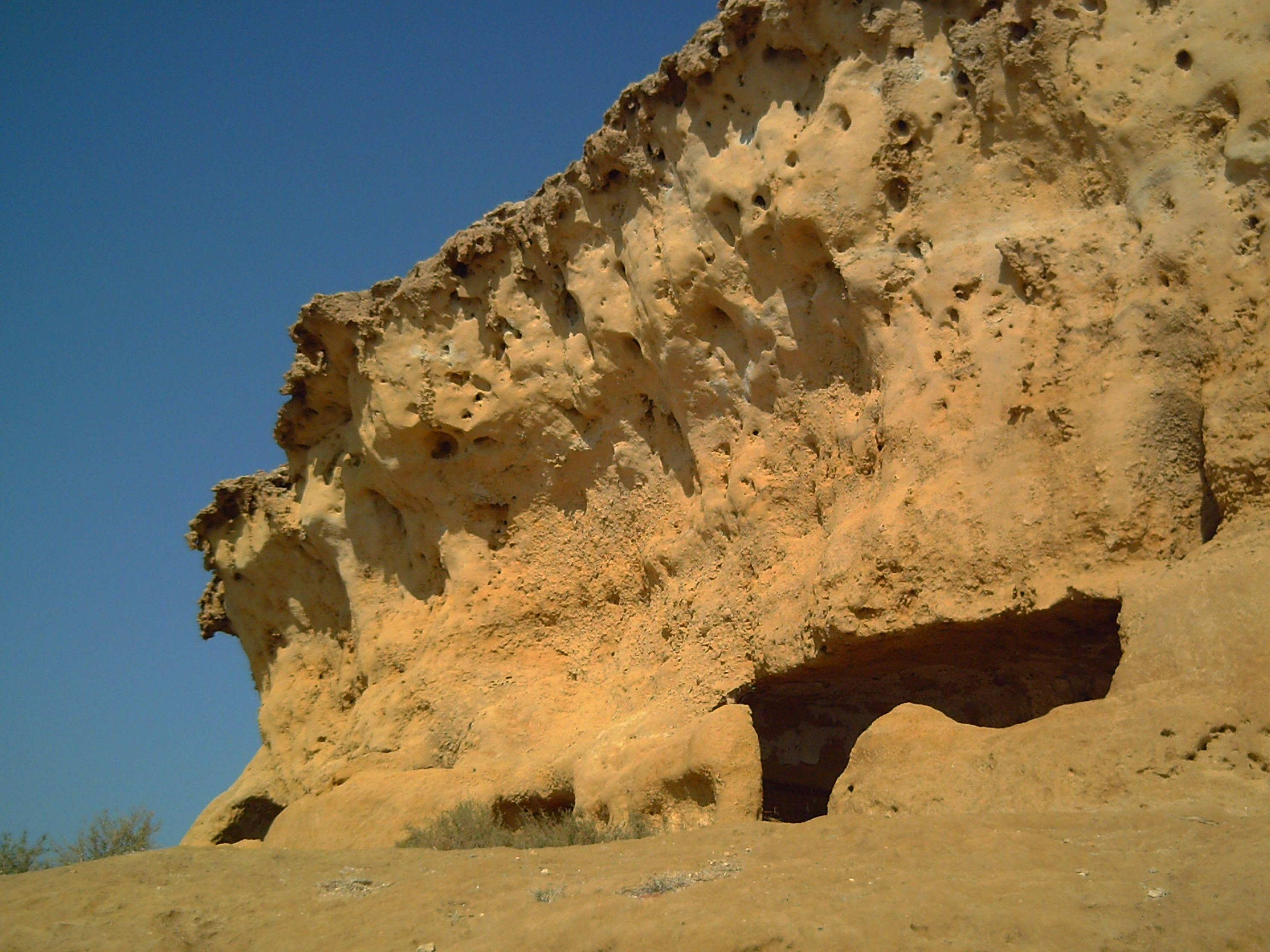
Részlet
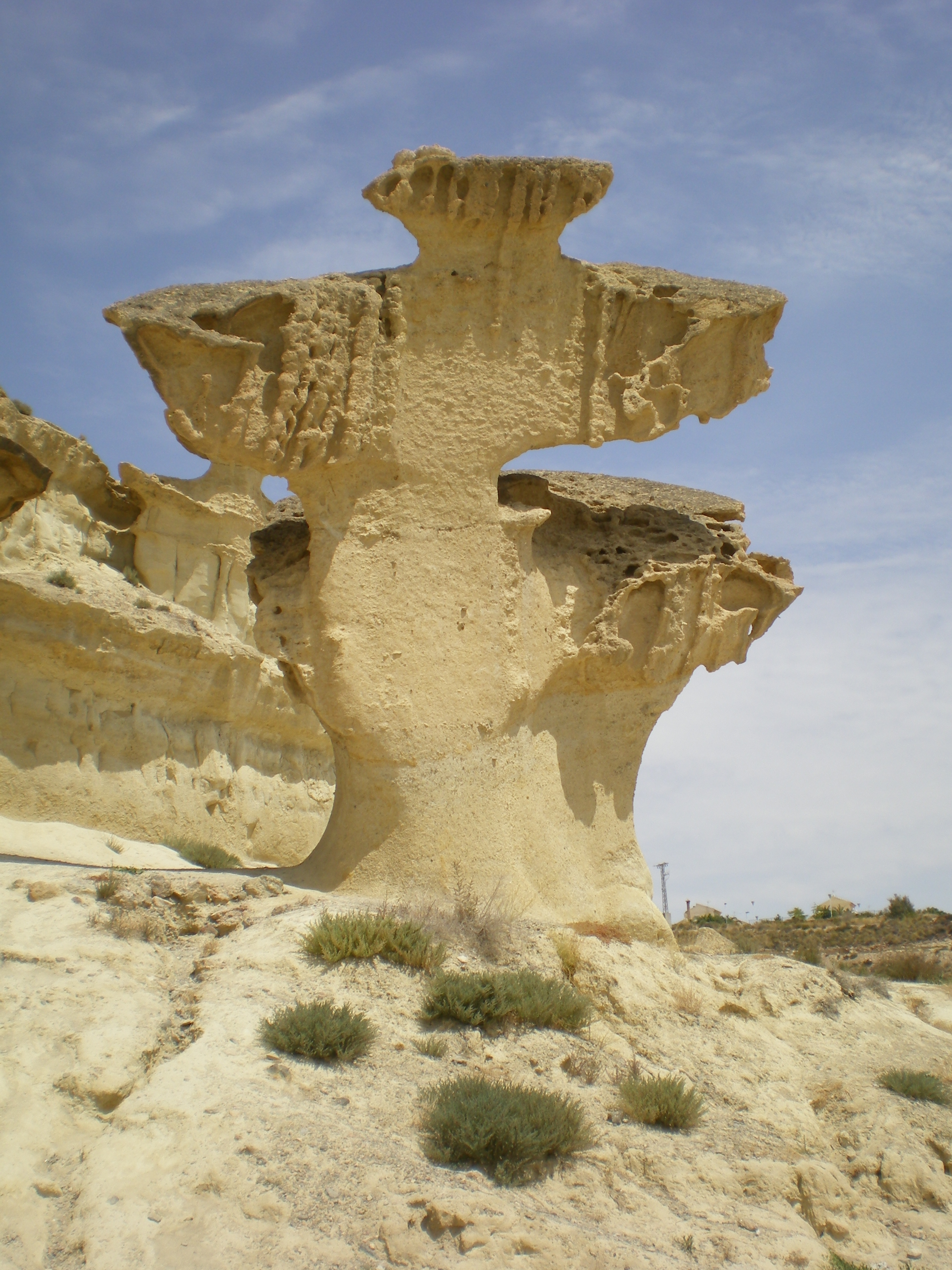
Egy érdekes alakzat
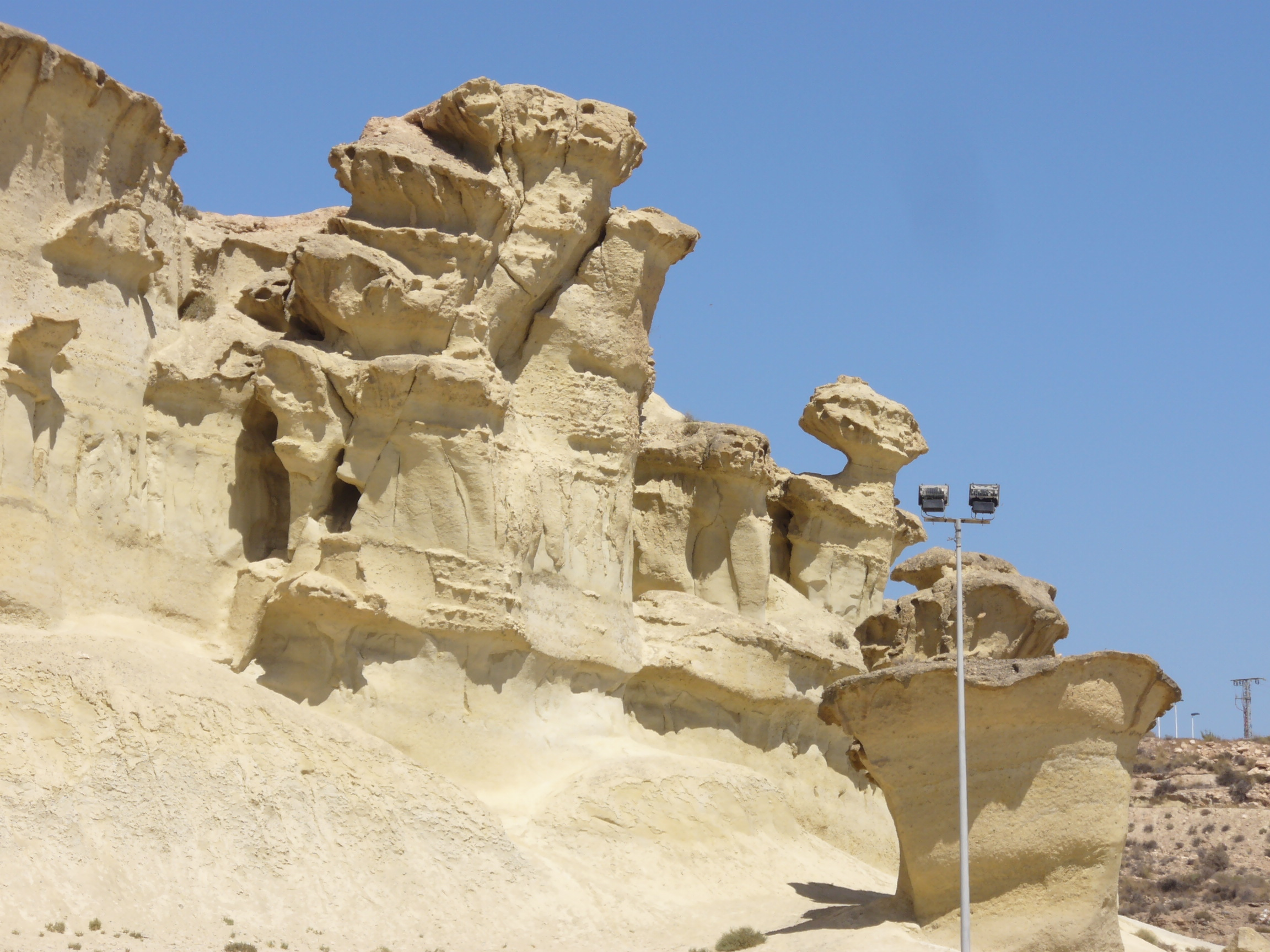
Sziklaegyüttes